# Ohaguro

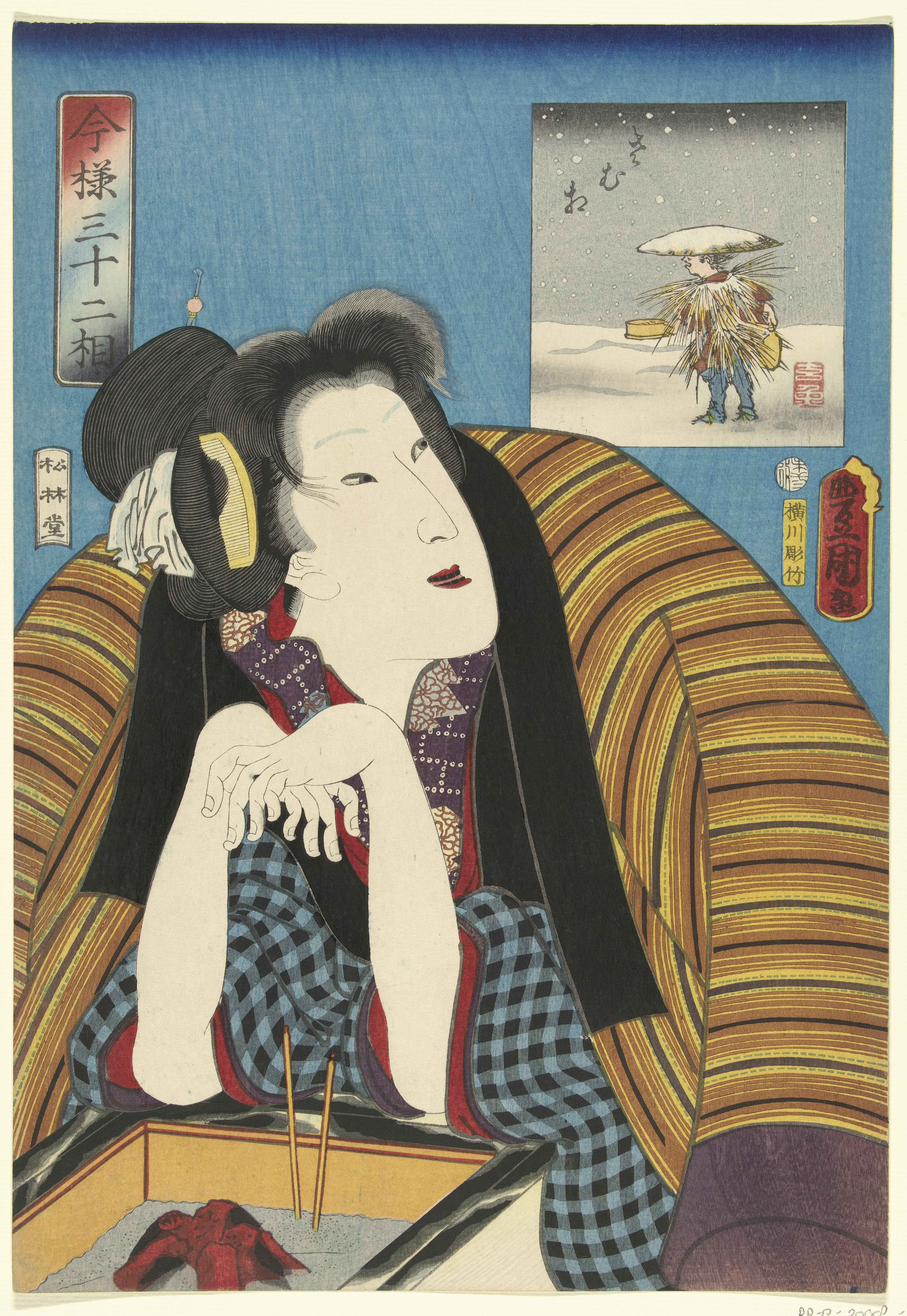
Nishiki-e av Utagawa Kunisada, 1820

Ohaguro, svarta tänder, är en japansk tradition att svärta sina tänder med en lösning av järnspån och vinäger.
Det var särskilt populärt mellan Heian- och Edoperioden, från 900-talet fram till slutet av 1800-talet. När landet öppnades för västerländska seder under Meijiperioden började traditionen gradvis försvinna. 
Ohaguro praktiserades främst av gifta kvinnor och vissa män, nästan alltid medlemmar av aristokratin och samurajer. Den svenske reseskildraren Anton Baeckström beskrev 1871 hur Ohaguro gav tänderna en ”skinande blåsvart glans”.
Förutom att det japanska samhället föredrog svarta tänder, ansågs det också vara fördelaktigt för hälsan, eftersom det sägs ha förhindrat karies.
Bruket att färga sina tänder svarta var också en känd och utbredd praxis i sydöstra Kina och Sydostasien, men med andra recept.